# Kanadyjka (łódź)

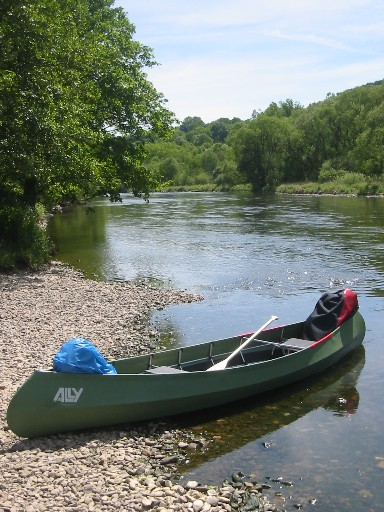
Kanadyjka turystyczna

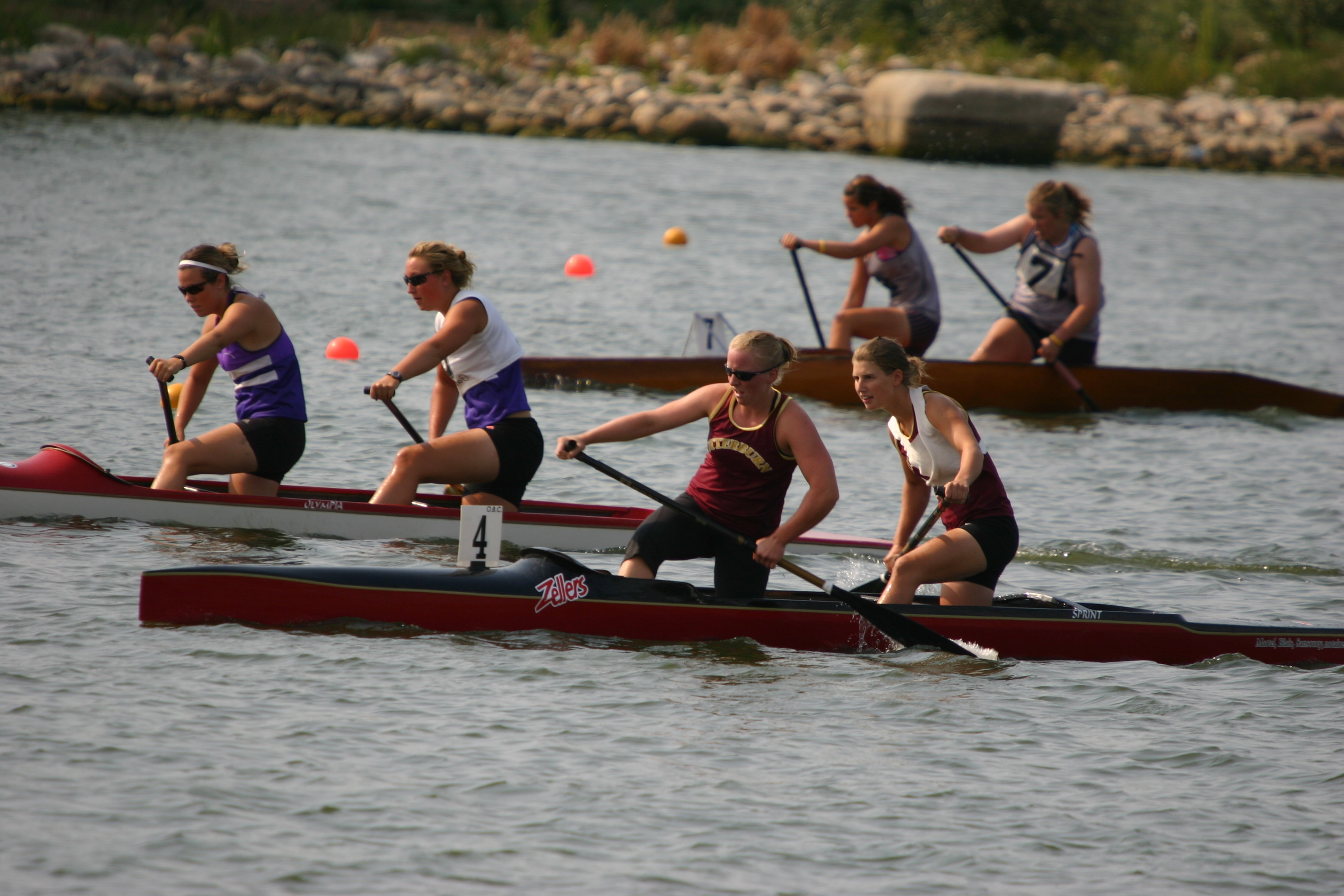
Kanadyjki sportowe na wodzie stojącej

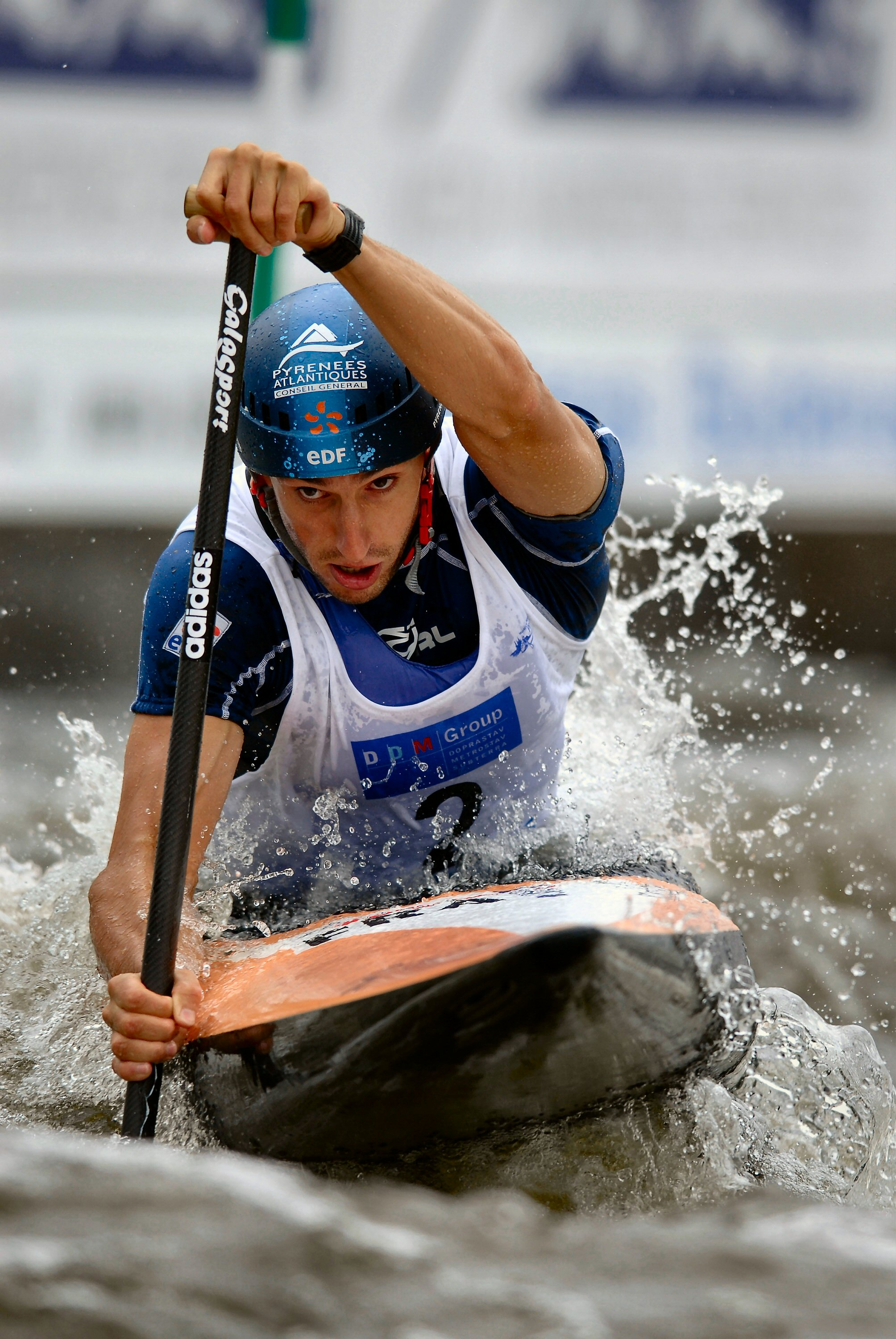
Kanadyjka sportowa slalom górski

Kanadyjka, nazywana także canoe lub kanu – niewielka łódź turystyczna lub sportowa napędzana wiosłem o jednym piórze (pagajem). Załoga klęczy lub siedzi twarzą do kierunku płynięcia.

## Kanadyjki turystyczne
Współczesna kanadyjka turystyczna pochodzi od łodzi Indian Ameryki Północnej. Jest szersza od kajaka i najczęściej pozbawiona pokładu (choć kanadyjki do pływania po rzekach górskich pokład mają). Kanadyjki mogą być jedno-, dwu-, trzy- i więcejosobowe, choć najczęściej spotyka się dwu- lub trzyosobowe.

## Kanadyjki sportowe
Kanadyjki sportowe do regat na wodach stojących (jezioro lub rzeka nizinna) są zdecydowanie węższe od turystycznych. Zawodnicy klęczą w nich na jednym kolanie, które znajduje się w klęczniku, wykonanym najczęściej z pianki. Na zawodach występują w osadach jedno-, dwu- lub czteroosobowych (nazywanych odpowiednio: C1, C2 i C4).
Kanadyjki do zawodów na rzekach górskich (slalomu i zjazdu) bardzo przypominają kajaki do tych samych konkurencji. Są to łodzie całkowicie pokryte pokładem, w którym zostawia się tylko kokpity dla załogi. Załoga klęczy w nich na obu kolanach, obejmując nogami specjalne siodełko wykonane z pianki. Kanadyjki do zawodów w górach mogą być jedno- lub dwuosobowe (odpowiednio: C1 i C2).
W zawodach freestyle (dawniej nazywanym też „kajakowe rodeo”) używa się także otwartych kanadyjek, których kadłub wypełnia się pneumatycznymi komorami wypornościowymi. Zawodnik w takiej kanadyjce klęczy na obu kolanach i także używa specjalnego siodełka. Zawody rozgrywane są wyłącznie w kategorii jedynek (C)

## Igrzyska Olimpijskie
Na igrzyskach olimpijskich od roku 1936 do chwili obecnej rozgrywane są zawody na kanadyjkach w konkurencjach sprintu (kanadyjki na wodach stojących – dystanse od 200 do 1000 m) oraz w kajakarstwie górskim (w slalomie). Od igrzysk w 2020 roku w rywalizacji będą uczestniczyć nie tylko mężczyźni, ale też kobiety.